# 7873 Böll
(7873) Boll, denumire internațională (7873) Böll, este un asteroid din centura principală de asteroizi.

## Descriere
7873 Böll este un asteroid din centura principală de asteroizi. A fost descoperit pe 15 ianuarie 1991 la Tautenburg de Freimut Börngen. Asteroidul prezintă o orbită caracterizată de o semiaxă mare de 2,64 ua, o excentricitate de 0,11 și o înclinație de 5,1° în raport cu ecliptica.